# Exocentrus spineus
Exocentrus spineus là một loài bọ cánh cứng trong họ Cerambycidae.